# Linkenbach (gmina)
Linkenbach – miejscowość i gmina w zachodnich Niemczech, w kraju związkowym Nadrenia-Palatynat, w powiecie Neuwied, wchodzi w skład gminy związkowej Puderbach. Liczy 471 mieszkańców (2009). Obszarowo 60% gminy stanowią lasy (2006). Po raz pierwszy wzmiankowana w XIV wieku. W XVIII wieku odkryto w okolicy gorące źródła. Pod względem turystyki stanowi dogodne miejsce do wypadów pieszych i rowerowych.